# Tölcséres nedűgomba
A tölcséres nedűgomba (Hygrocybe cantharellus) a csigagombafélék családjába tartozó, Európában és Észak-Amerikában honos, mohás gyepekben, erdőkben élő, nem ehető gombafaj. 

## Megjelenése
A tölcséres nedűgomba kalapja 0,6-2 cm széles, alakja eleinte domború, majd bemélyedő. Széle sokáig aláhajló, finoman csipkézett, idősen szabálytalan, hasadozó. Felszíne száraz vagy kissé tapadós; csupasz vagy finoman bársonyos. Színe fiatalon narancsvörös, széle sárgás, később narancssárgára, halványnarancsra fakul.
Húsa vékony, vizenyős, sárgás-narancsos színű. Íze és szaga nem jellegzetes.  
Ritka állású, vastag lemezei lefutók, sok a féllemez. Színük halványsárgástól narancsszínűig terjed. 
Tönkje 3-7 cm magas és 0,3-0,5 cm vastag. Alakja egyenletesen hengeres, karcsú. Felszíne csupasz, száraz vagy kicsit tapadós. Színe a kalapéval megegyezik, a töve világosabb sárgás. 
Spórapora fehér. Spórája ovális vagy majdnem hengeres, sima, inamiloid, mérete 9-12 x 5-6 µm. 

### Hasonló fajok
Rokonaival (apró nedűgomba, aranysárga nedűgomba, keserű nedűgomba, piros nedűgomba) téveszthető össze. 

## Elterjedése és termőhelye
Európában és Észak-Amerikában honos. 
Mohás gyepekben, erdőben, moha között fordul elő. Korábban szaprotrófnak gondolták, újabban feltételezik, hogy a mohákkal valamilyen szintű szimbiózisban él. Szeptembertől novemberig terem. 

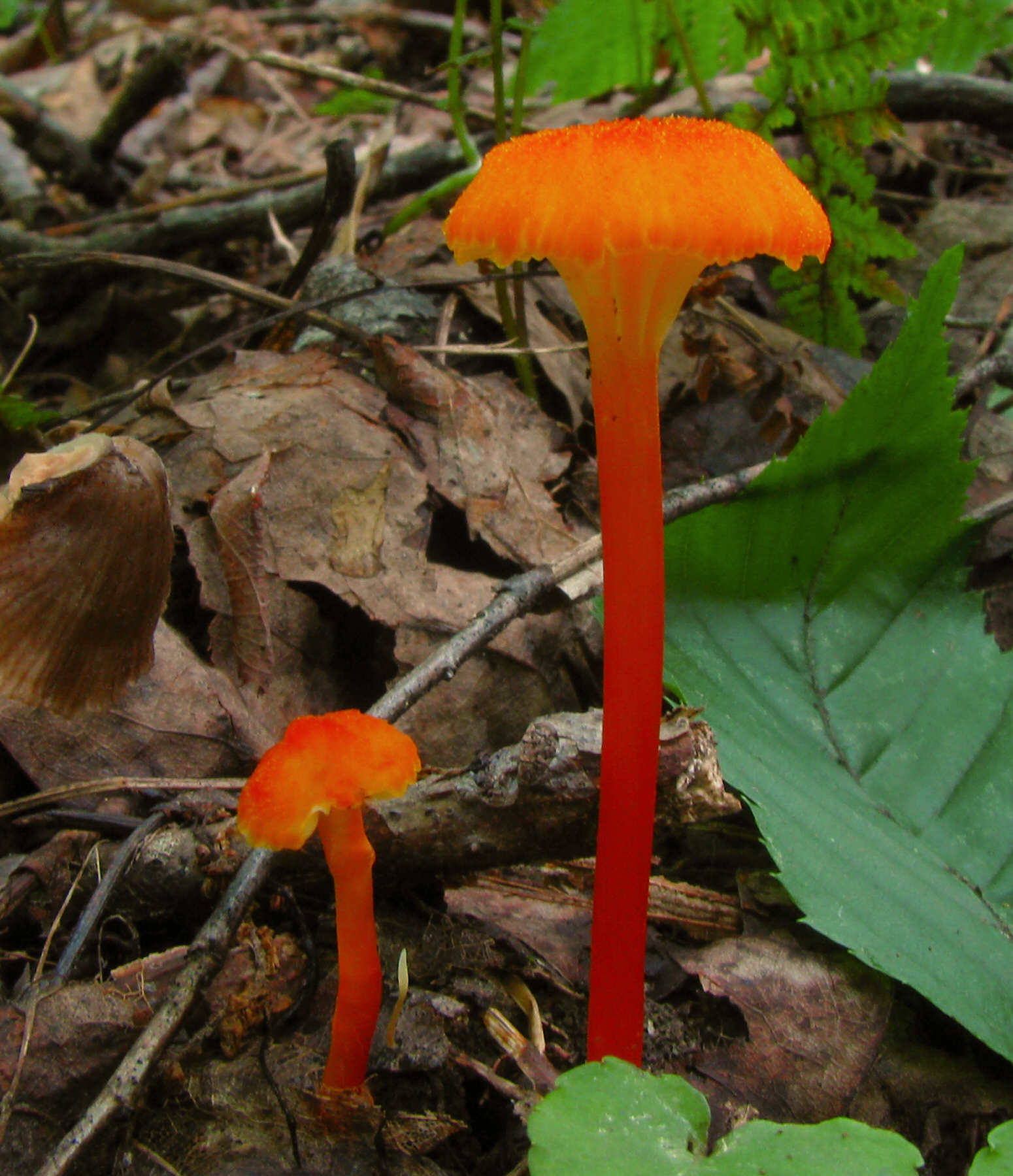
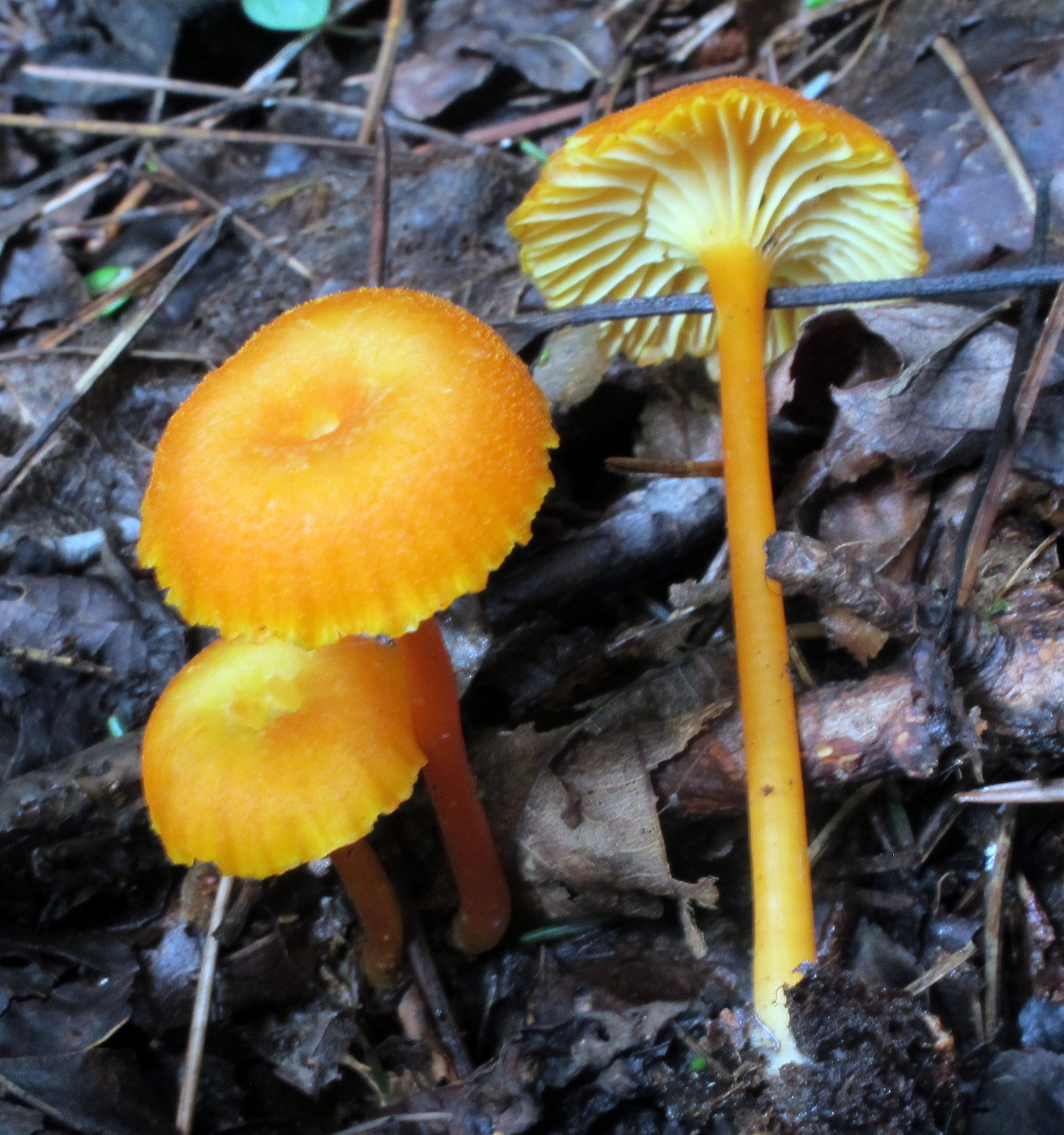
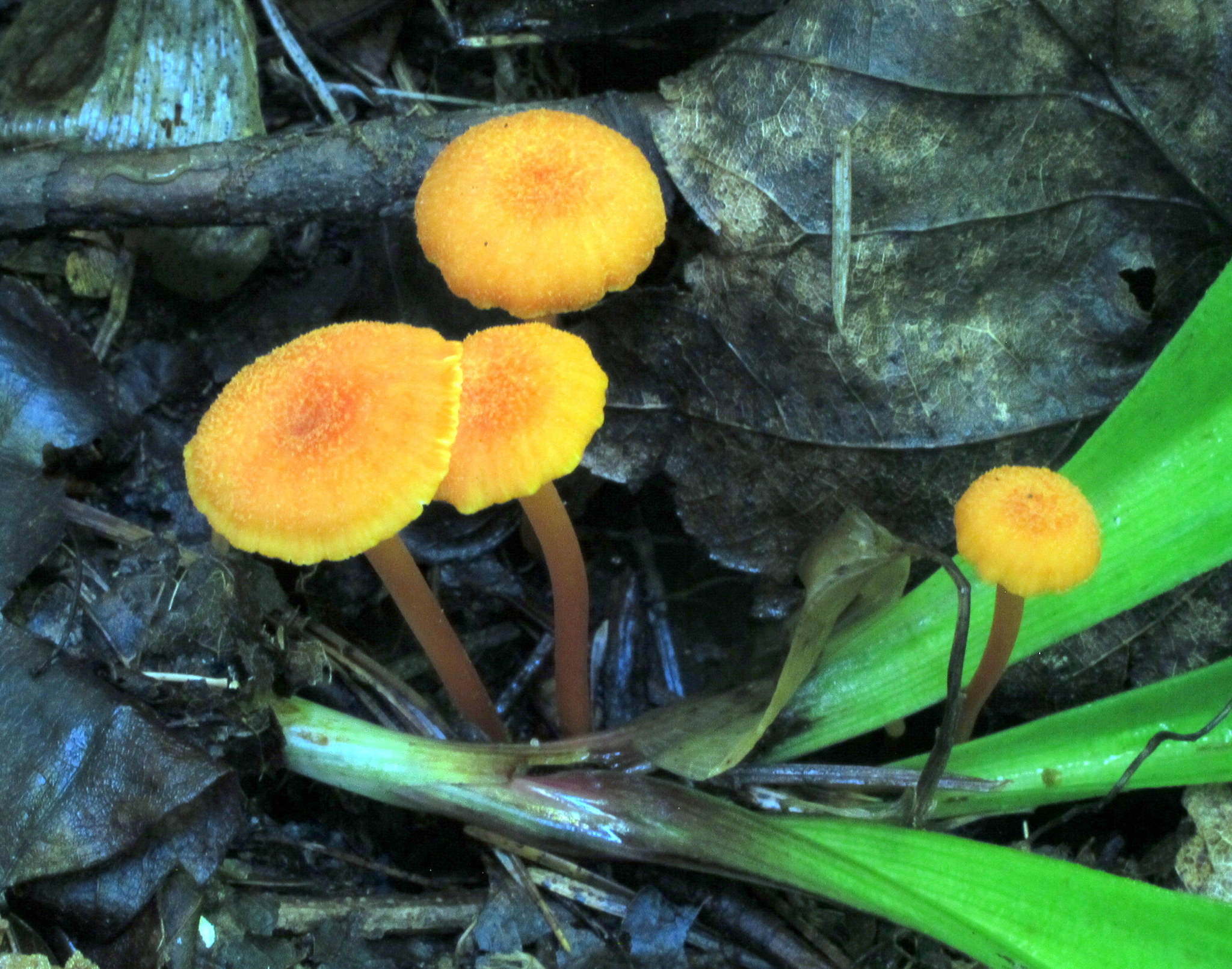
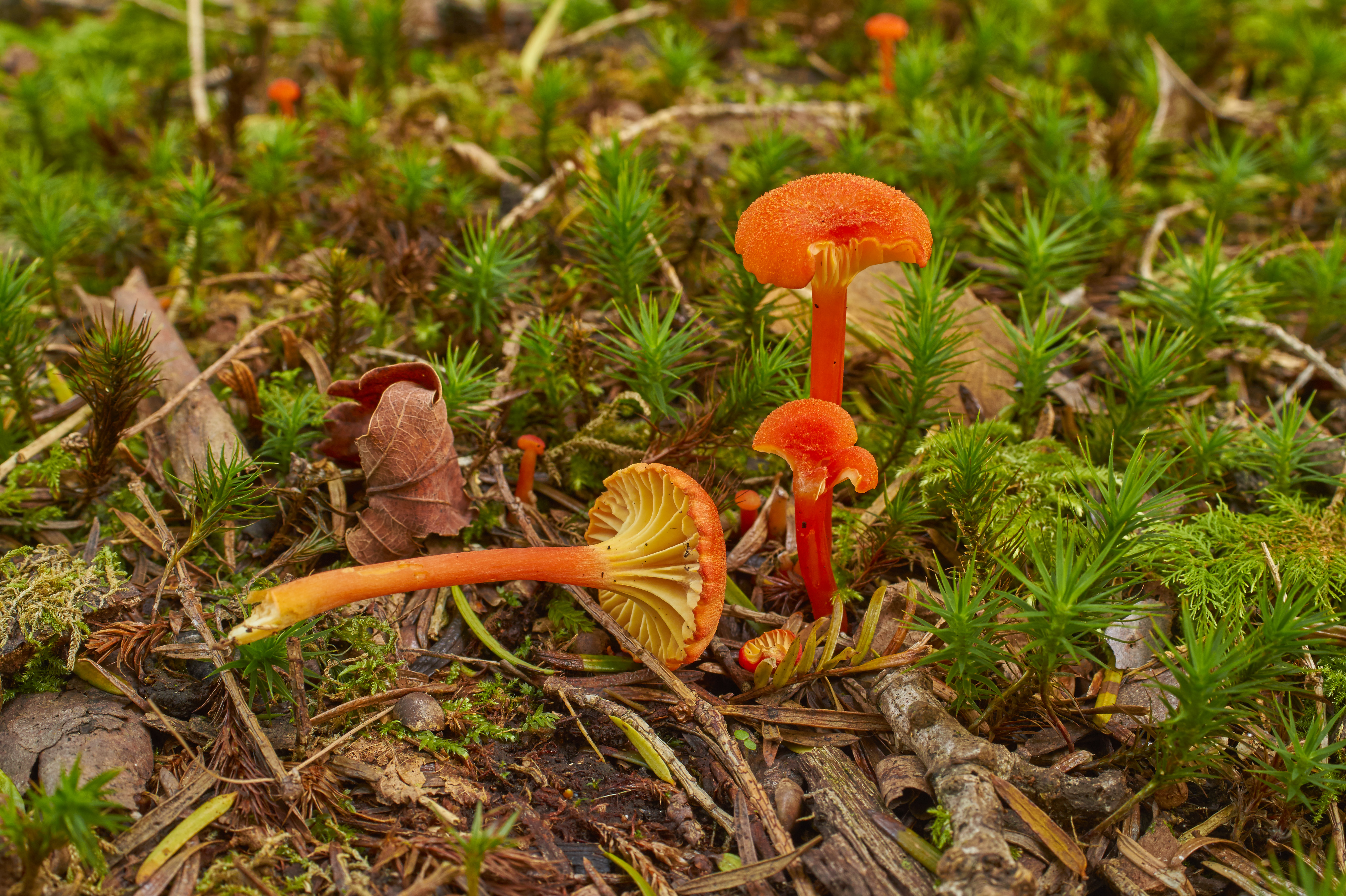
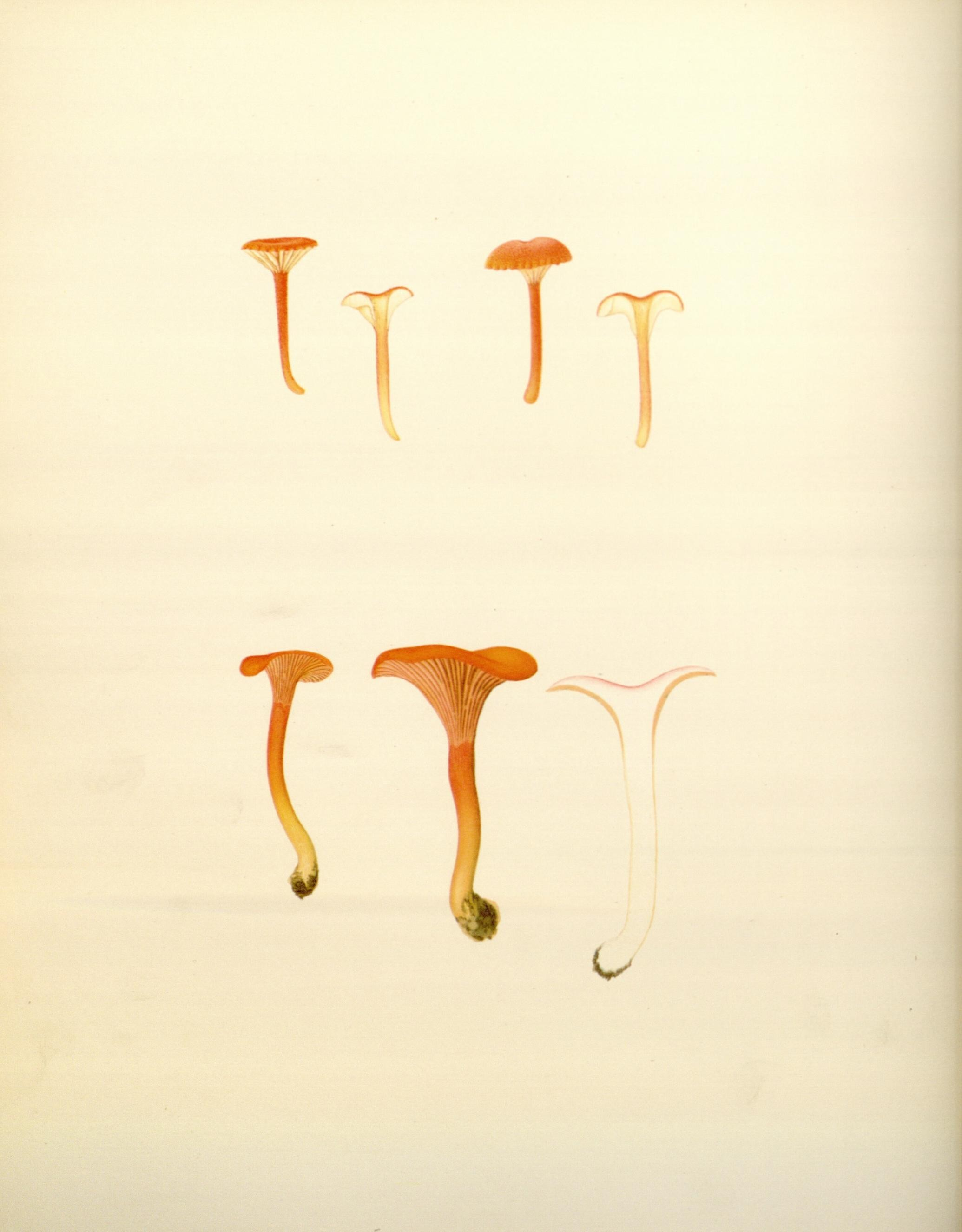

Nem ehető. 